# Circondario di Foggia
Il circondario di Foggia era uno dei circondari in cui era suddivisa l'omonima provincia.

## Storia
Con l'Unità d'Italia (1861) la suddivisione in province e circondari stabilita dal Decreto Rattazzi fu estesa all'intera Penisola.
Il circondario di Foggia fu abolito, come tutti i circondari italiani, nel 1927, nell'ambito della riorganizzazione della struttura statale voluta dal regime fascista. Tutti i comuni che lo componevano rimasero in provincia di Foggia.

## Suddivisione
Nel 1863, la composizione del circondario era la seguente:
1. Mandamento I di Biccari
  - Alberona, Biccari, Roseto Valfortore
2. Mandamento II di Cerignola
  - Cerignola
3. Mandamento III di Foggia
  - Foggia
4. Mandamento IV di Lucera
  - Lucera
5. Mandamento V di Manfredonia
  - Manfredonia
6. Mandamento VI di Monte Sant'Angelo
  - Monte Sant'Angelo
7. Mandamento VII di Orta Nova
  - Orta Nova, Stornarella
8. Mandamento VIII di Trinitapoli, già Casaltrinità
  - Saline, San Ferdinando di Puglia, Trinitapoli
9. Mandamento IX di Vieste
  - Vieste
10. Mandamento X di Volturara Appula
  - Motta Montecorvino, Volturara Appula, Volturino